# Базерган
Базерган (перс. بازرگان‎, азерб. Bazərgan) — город в районе Базарган, округа Маку, в провинции Западный Азербайджан Ирана.

## История
До XX века Базерган был небольшой деревней, расположенной на высоте 1550 метров над рекой Акчай. В 1913 году деревня была передана Османской империей Каджарскому Ирану. 

## Население и экономика
Население тюркского происхождения занимается традиционной сельскохозяйственной деятельностью в небольших масштабах: очень незначительное ирригационное земледелие, сухое (дейми) земледелие зерновых с паром, разведение овец и плетение килимов. Развитие этой деревни началось совсем недавно и носит ограниченный характер и связано с близлежащим пограничным переходом.
В октябре 2012 года Иран и Турция подписали меморандум о взаимопонимании по вопросам строительства железной дороги Карс — Игдир — Базарган — Джульфа.
Через город проходит газопровод Иран — Турция, построенный в 2001 году. Также через Базерган будет проходить планируемый к сдаче в 2014 году газопровод  Парс.

## География
Расположен в 80 километрах к северо-западу от Маку. Является городом на переходе Гюрбулак — Базарган (Gurbulak / Bazargan) — одном из трёх автомобильных переходов на границе между Ираном и Турцией. Находится у самой горы Арарат.